# Маскаре
Маскаре је насеље у Србији у општини Варварин у Расинском округу. Према попису из 2022. било је 368 становника (према попису из 1991. било је 621 становника).

## Историја
До Другог српског устанка Маскаре се налазило у саставу Османског царства. Након Другог српског устанка Маскаре улази у састав Кнежевине Србије и административно је припадало Јагодинској нахији и Темнићкој кнежини све до 1834. године када је Србија подељена на сердарства.

### Порекло становништва
Село је насељено почетком XIX века. Већи део досељеника је из Ушевца код Врања. Они и данас говоре дијалектом краја одакле су дошли. Отуда су их раселили Арбанаси.
Према пореклу ондашње становништво Маскара из 1905. године, може се овако распоредити:
- Из околине Врања и шире околине Лесковца има 19 породице са 139 куће.
- Из околине има 2 породице са 6 куће.
- Из Старе Србије има 3 породице са 4 куће.
- Из околине Пирота има 1 куће. (подаци датирају из 1905. године)[2]

## Демографија
У насељу Маскаре живи 451 пунолетни становник, а просечна старост становништва износи 45,0 година (44,2 код мушкараца и 45,7 код жена). У насељу има 172 домаћинства, а просечан број чланова по домаћинству је 3,13.
Ово насеље је великим делом насељено Србима (према попису из 2002. године), а у последња три пописа, примећен је пад у броју становника.
|  |

| Демографија | Демографија | Демографија |
| Година      | Становника  | Становника  |
| ----------- | ----------- | ----------- |
| 1948.       | 956         |             |
| 1953.       | 893         |             |
| 1961.       | 862         |             |
| 1971.       | 777         |             |
| 1981.       | 698         |             |
| 1991.       | 621         | 607         |
| 2002.       | 539         | 557         |

| Етнички састав према попису из 2002.‍ | Етнички састав према попису из 2002.‍ | Етнички састав према попису из 2002.‍ | Етнички састав према попису из 2002.‍ | Етнички састав према попису из 2002.‍ |
| ------------------------------------ | ------------------------------------ | ------------------------------------ | ------------------------------------ | ------------------------------------ |
|                                      |                                      |                                      |                                      |                                      |
| Срби                                 | Срби                                 |                                      | 534                                  | 99,07%                               |
| Македонци                            | Македонци                            |                                      | 1                                    | 0,18%                                |
| непознато                            | непознато                            |                                      | 4                                    | 0,74%                                |

| Маскаре у пописима Јагодинске нахије — од 1818. до 1829.                          |       |       |       |       |       |       |          |       |       |       |       |       |
| Година пописа                                                                     | 1818. | 1819. | 1820. | 1821. | 1822. | 1823. | 1824/25. | 1825. | 1826. | 1827. | 1828. | 1829. |
| Куће                                                                              | 29    | 34    | 35    | 36    | 36    | 34    | 38       | 36    | 37    | 41    | 45    | 42    |
| Пореске главе*                                                                    | -     | 40    | 44    | 45    | 42    | 42    | 41       | 79    | 40    | 47    | 47    | 44    |
| Арачке главе**                                                                    | 62    | 74    | 79    | 81    | 74    | 69    | 76       | 82    | 92    | 105   | 112   | 106   |
| *Пореске главе = Ожењени мушкарци \| ** Арачке главе = Мушкарци од 7 до 70 година |       |       |       |       |       |       |          |       |       |       |       |       |

| Година пописа     | 1948. | 1953. | 1961. | 1971. | 1981. | 1991. | 2002. |
| ----------------- | ----- | ----- | ----- | ----- | ----- | ----- | ----- |
| Број домаћинстава | 217   | 224   | 227   | 213   | 202   | 191   | 172   |

| Број чланова      | 1  | 2  | 3  | 4  | 5  | 6  | 7 | 8 | 9 | 10 и више | Просек |
| ----------------- | -- | -- | -- | -- | -- | -- | - | - | - | --------- | ------ |
| Број домаћинстава | 43 | 41 | 20 | 23 | 25 | 12 | 3 | 4 | 0 | 1         | 3,13   |

| Пол    | Укупно | Неожењен/Неудата | Ожењен/Удата | Удовац/Удовица | Разведен/Разведена | Непознато |
| ------ | ------ | ---------------- | ------------ | -------------- | ------------------ | --------- |
| Мушки  | 226    | 49               | 148          | 21             | 5                  | 3         |
| Женски | 243    | 30               | 147          | 61             | 5                  | 0         |
| УКУПНО | 469    | 79               | 295          | 82             | 10                 | 3         |

| Пол    | Укупно                    | Пољопривреда, лов и шумарство | Рибарство                            | Вађење руде и камена | Прерађивачка индустрија       |
| ------ | ------------------------- | ----------------------------- | ------------------------------------ | -------------------- | ----------------------------- |
| Мушки  | 109                       | 39                            | 0                                    | 3                    | 19                            |
| Женски | 54                        | 34                            | 0                                    | 0                    | 4                             |
| УКУПНО | 163                       | 73                            | 0                                    | 3                    | 23                            |
| Пол    | Производња и снабдевање   | Грађевинарство                | Трговина                             | Хотели и ресторани   | Саобраћај, складиштење и везе |
| Мушки  | 1                         | 6                             | 4                                    | 0                    | 11                            |
| Женски | 0                         | 0                             | 2                                    | 1                    | 2                             |
| УКУПНО | 1                         | 6                             | 6                                    | 1                    | 13                            |
| Пол    | Финансијско посредовање   | Некретнине                    | Државна управа и одбрана             | Образовање           | Здравствени и социјални рад   |
| Мушки  | 2                         | 3                             | 3                                    | 2                    | 1                             |
| Женски | 0                         | 2                             | 4                                    | 1                    | 3                             |
| УКУПНО | 2                         | 5                             | 7                                    | 3                    | 4                             |
| Пол    | Остале услужне активности | Приватна домаћинства          | Екстериторијалне организације и тела | Непознато            | Непознато                     |
| Мушки  | 2                         | 0                             | 0                                    | 13                   | 13                            |
| Женски | 0                         | 0                             | 0                                    | 1                    | 1                             |
| УКУПНО | 2                         | 0                             | 0                                    | 14                   | 14                            |